# Esquerda Democrática (Grécia)
Esquerda Democrática (em grego:  Δημοκρατική Αριστερά , ΔΗΜ.ΑΡ., Dimokratiki Aristera, DIMAR) é um partido grego criado em 2010, pela ala moderada da SYRIZA. Nas eleições parlamentares de 6 de Maio de 2012, a DIMAR conquistou 6 % dos votos e 19 deputados.  
Dado que se tem mostrado favorável à política de austeridade adoptada pelo governo anterior, foi considerado um possível parceiro de coligação da Nova Democracia e do PASOK, garantindo deste modo uma maioria governativa favorável ao cumprimento dos compromissos assumidos pela Grécia com a União Europeia. Esta coligação não chegou, no entanto, a concretizar-se, de modo que novas eleições foram agendadas para 17 de Junho de 2012.  
Neste novo acto eleitoral, o DIMAR obteve a mesma percentagem de votos, mas apenas 16 deputados. A ND, novamente o partido mais votado, pretende constituir um amplo governo de unidade nacional, esperando-se desde já a adesão do PASOK e do DIMAR. 

## Resultados Eleitorais

### Eleições legislativas
| Data    | CI.                   | Votos                 | %                     | +/-                   | Deputados | +/- | Status            |
| ------- | --------------------- | --------------------- | --------------------- | --------------------- | --------- | --- | ----------------- |
| 05/2012 | 7.º                   | 386 394               | 6,1 / 100,0           |                       | 19 / 300  |     | Oposição          |
| 06/2012 | 6.º                   | 384 986               | 6,2 / 100,0           | 0,1                   | 17 / 300  | 2   | Governo           |
| 01/2015 | 13.º                  | 30 074                | 0,5 / 100,0           | 5,7                   | 0 / 300   | 17  | Extra-parlamentar |
| 09/2015 | Coligação Democrática | Coligação Democrática | Coligação Democrática | Coligação Democrática | 1 / 300   | 1   | Oposição          |
| 2019    | SYRIZA                | SYRIZA                | SYRIZA                | SYRIZA                | 0 / 300   | 1   | Extra-parlamentar |

### Eleições europeias
| Data | CI.    | Votos  | %          | Deputados | +/-     |
| ---- | ------ | ------ | ---------- | --------- | ------- |
| 2014 | 10.º   | 68 873 | 1,2 (10.º) | 0 / 21    |         |
| 2019 | SYRIZA | SYRIZA | SYRIZA     | 0 / 21    | Estável |